# International Track Association
Die International Track Association (ITA) war eine Organisation der Berufsleichtathletik, die von 1972 bis 1976 bestand. Es war der Versuch analog zur  Professional Golfers Association einen Berufssport neben dem Amateursport in der Leichtathletik aufzubauen.
Die ITA wurde nach den Olympischen Sommerspielen 1972 gegründet. Das Ziel war, die besten 50 Leichtathleten der Spiele unter Vertrag zu nehmen. Die erforderlichen Sportfeste sollten zunächst nur in den USA und Kanada stattfinden, nach dem Erfolg auch in Europa und Ostasien. Die IAAF und das IOC verlangten den Amateurstatus der Sportler, auch wenn den Sportlern bei internationalen Sportfesten solche Spesen gezahlt wurden, dass sie davon komfortabel leben konnten.
Die ITA wurde von Michael O’Hara gegründet, der Erfahrung in Eishockey und Basketball hatte und die American Basketball Association und die World Hockey Association als Konkurrenzorganisationen zu bestehenden Ligen gründete.
Gleich nach der Gründung am 25. Oktober 1972 wurde die ITA von der  AAU bekämpft, die allen Kampfrichtern verbot, bei der ITA mitzuarbeiten und auch den Sportlern jede Form von Reamateurisierung verwehrte. Für die ITA starteten am Anfang u. a.:
- Jim Ryun, der sich auch um die Öffentlichkeitsarbeit kümmerte,
- Bob Seagren,
- Lee Evans,
- Larry James,
- Brian Oldfield,
- Kipchoge Keino,
- Ben Jipcho,
- John Smith
- Marty Liquori, der auch als Ansager der Sportfeste arbeitete

Das 1. Hallensportfest der ITA war am 3. März 1973 in der Idaho State University und war ein Erfolg mit drei (von der IAAF nicht anerkannten) (Hallen-)Weltrekorden:
- 100 m  Warren Edmonson;
- 600 m  Lee Evans;
- Hochsprung John Radetich.

Attraktiv für die Sportler waren nicht nur das Preisgeld, sondern vor allem auch die Möglichkeit zusätzlich Werbeeinnahmen zu generieren, was ihnen als Amateure verwehrt war. Bei den Sportfesten der ITA wurden insgesamt 34 Weltbestleistungen aufgestellt. Dennoch gab es viele Wettkämpfe, die schwächer als die Amateurwettkämpfe waren. Die Veranstaltungen lebten vor allem von den Duellen prominenter Athleten, z. B. Bob Seagren und Steve Smith oder Jim Ryun gegen Kipchoge Keino. Nach 51 Sportfesten kam das Ende der ITA, da die Stars der Olympischen Sommerspiele 1976 sich der Organisation nicht anschlossen. Insgesamt hatten 500.000 Zuschauer und ca. 300 Mio. Fernsehzuschauer die Wettkämpfe verfolgt. Die besten Amateure verdienten als Amateure mehr als die Berufssportler, sodass sie sich nicht der ITA anschlossen. Der mehrfache Weltrekordler im Kugelstoßen Brian Oldfield soll als Teilnehmer an allen 51 Wettkämpfen 26.000 US$ verdient haben. In drei Jahren als Amateur hätte er durch Teilnahme an mehr Wettkämpfen leicht das Zehnfache an damals üblichen Spesen erzielen können. Das letzte Sportfest fand am 25. August 1976 in Gresham statt.